# 棕腹鵙鹛
棕腹鵙鹛（学名：Pteruthius rufiventer）为鶲科鵙鹛属的鸟类。分布于自尼泊尔东至缅甸、越南以及中国大陆的云南等地，一般生活于常在树尖上和地上觅食。该物种的模式产地在印度Darjeeling。

## 亚种
- 棕腹鵙鹛指名亚种（学名：Pteruthius rufiventer rufiventer）。分布于尼泊尔、不丹、印度、孟加拉、缅甸以及中国大陆的云南等地。该物种的模式产地在印度Darjeeling。[2]